# Powerful People
Powerful People es el segundo álbum de estudio del cantautor canadiense Gino Vannelli. Fue publicado en julio de 1974 a través del sello discográfico A&M Records.

## Grabación y contenido

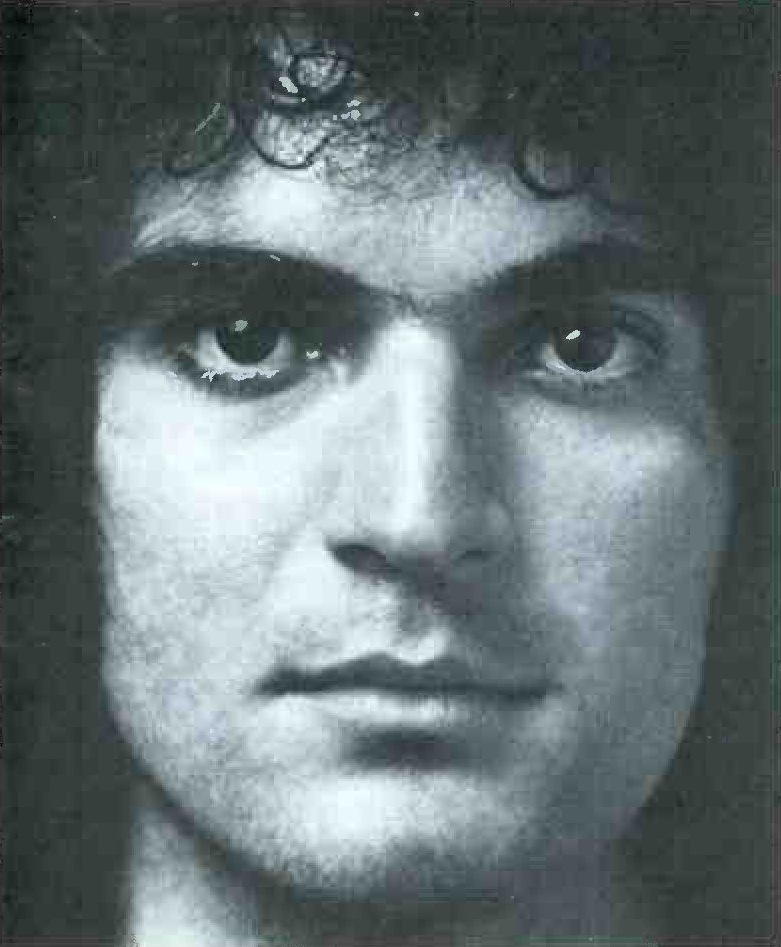
Gino Vannelli en 1974.

Las sesiones de grabación de Powerful People tuvieron lugar en A&M Studios, en Hollywood, California. Gino Vannelli produjo el álbum junto con su hermano, Joe Vannelli, mientras que Tommy Vicari y Larry Forkner se desempeñaron como ingenieros de audio. Herb Alpert, quien lo contrató directamente con el sello A&M Records, se desempeñó como productor asociado. Una vez completas las sesiones de grabación, Bernie Grundman masterizó el álbum en A&M Studios. Los músicos de sesión incluían al batería Graham Lear y a la vocalista Lani Hall. Además de coproducir el álbum, Joe Vannelli tocó el piano eléctrico y el sintetizador. Powerful People contenía nueve canciones, todas compuestas por Gino Vannelli.

## Recepción de la crítica
Un escritor no especificado de la revista Cash Box declaró: “La música de Gino aquí, como también es evidente en su LP Crazy Life, es una mezcla única de ritmos latinos, franceses y estadounidenses”. Un escritor no especificado de Record World escribió: “El segundo set del talento canadiense muestra su agilidad musical, con contribuciones de su hermano Joe, producción asociada de Herb Alpert y coros de Lani Hall. Se unen varias técnicas, especialmente un rock latinizado con influencias de big band”.

## Lista de canciones
Todas las canciones escritas y compuestas por Gino Vannelli. 
Lado uno
1. «People Gotta Move» – 3:18
2. «Lady» – 3:39
3. «Son of a New York Gun» – 3:22
4. «Jack Miraculous» – 2:40
5. «Jo Jo» – 3:37

Lado dos
1. «Powerful People» – 6:09
2. «Felicia» – 3:02
3. «The Work Verse» – 2:50
4. «Poor Happy Jimmy (Tribute to Jim Croce)» – 3:47

## Créditos y personal
Créditos adaptados desde las notas de álbum de Powerful People.
Músicos
- Gino Vannelli – voz principal
- Joe Vannelli – piano eléctrico, sintetizador
- Richard Baker – órgano, sintetizador
- Graham Lear – batería
- John J. Mandel – percusión
- Tony Golia – conga, bongó
- Lani Hall – coros

Personal técnico
- Gino Vannelli – productor
- Joe Vannelli – productor
- Herb Alpert – productor asociado
- Tommy Vicari – ingeniero de audio
- Larry Forkner – ingeniero de audio
- Bernie Grundman – masterización
- Roland Young – director artístico
- Junie Osaki – diseño
- John Rideout – fotografía de portada
- Jim McCrary – fotografía de contraportada

## Posicionamiento
| Gráfica (1974–76)                         | Pico de posición |
| ----------------------------------------- | ---------------- |
| Canadá (RPM Top Albums)                   | 60               |
| Estados Unidos (Billboard Top LPs & Tape) | 60               |

## Certificaciones y ventas
| País                                                     | Certificación | Ventas  |
| -------------------------------------------------------- | ------------- | ------- |
| Canadá (Music Canada)                                    | Oro           | 50 000* |
| *cifras de ventas basadas únicamente en la certificación |               |         |